# Roshan Liyanage
Roshan Indika Liyanage (ur. 31 marca 1981) – lankijski zapaśnik walczący w obu stylach. Zajął 33 miejsce na mistrzostwach świata w 2013. Piąty i jedenasty na igrzyskach Wspólnoty Narodów w 2010. Srebrny medalista Igrzysk Azji Południowej w 2006 i brązowy w 2010 roku.